# Гордана Вукелић
Гордана Вукелић (Црвенка, 8. октобар 1958) српска је универзитетска професорка. Ректорка је Универзитета Унион и заменица председника Конференције универзитета Србије.

## Биографија
Рођена је 8. октобра 1958. године у Црвенки. У Београду је завршила основну и средњу школу. Дипломирала је 1981. године на Пољопривредном факултету Универзитета у Београду. На истом Универзитету и Факултету је магистрирала 1990. године и стиче звање магистар наука, одбраном тезе „Компаративна анализа билансирања по билансним начелима и по југословенским прописима”. Године 1996. одбранила је докторску тезу под називом „Специфичност процене вредности пољопривредног предузећа”, након чега је стекла звање доктора економских наука.
Редовно и активно учествује на стручним семинарима, едукацијама, међународним научним и стручним скуповима, конференцијама. Активни је члан међународних удружења рачуновођа, финансијских аналитичата и ревизора, члан је Савеза рачуновођа и ревизора Србије, Научног друштва економиста, Друштва аграрних економиста Србије, НВО „Центар за екологију и одрживи развој” и International Soil Conservation Organization. Аутор и коаутор је бројних научних, стручних радова, истраживач је у научним и апликативним пројектима и аутор и коаутор је монографија и књига.
Професионалну каријеру започела је као сарадник на Полопривредном факултету Универзитета у Београду, на Институту за Агроекономију од 1983. до 1996. године је изабрана за асисистента, а од 1997. до 2001. године изабрана за доцента. Од 2001. бирана је у звање ванредног професора, а 2007. године за редовног професора на Катедри теорије трошкова, рачуноводства, ревизије и финансија Института за агроекономију, потом од 2007. године запослена на Београдској банкарској академији — факултету за банкарство, осигурање и финансије.